# Mount Smart Stadium
Het Mount Smart Stadium is een multifunctioneel stadion in Auckland, een stad in Nieuw-Zeeland. Tussen 1995 en 2006 heette dit stadion het Ericsson Stadium. Het stadion wordt vooral gebruikt voor rugbywedstrijden. Het Nieuw-Zeelands rugbyteam maakt gebruik van dit stadion. Tussen 17 en 26 oktober 1986 vond in dit stadion het Oceanisch kampioenschap voetbal onder 20 plaats. In het stadion is plaats voor 30.000 toeschouwers. Het stadion werd geopend in 1967. 